# X-254
X-254 – amerykański silnik rakietowy na stały materiał pędny. Używany wyłącznie w członie Antares 1A.